# 185 Eunike
185 Eunike är en asteroid i asteroidbältet, upptäckt 1 mars 1878 av astronomen Christian Heinrich Friedrich Peters i Clinton, New York, USA. Asteroiden har fått sitt namn efter en av nereiderna inom grekisk mytologi.